# Austroamericium brasiliense
Austroamericium brasiliense är en sandelträdsväxtart som först beskrevs av A. Dc., och fick sitt nu gällande namn av Radovan Hendrych. Austroamericium brasiliense ingår i släktet Austroamericium och familjen sandelträdsväxter. Inga underarter finns listade i Catalogue of Life.